# میشل فوکو
پُل میشِل فوکو (به فرانسوی: Paul Michel Foucault)؛ (۱۵ اکتبر ۱۹۲۶ – ۲۴ ژوئن ۱۹۸۴) فیلسوف، روان‌شناس، تاریخدان، باستان‌شناس اندیشه، متفکر و جامعه‌شناس فرانسوی بود.

## ابتدای زندگی
وی، فرزند «آن مالاپار» و جراح متمول «پل فوکو» بود که در ۱۵ اکتبر ۱۹۲۶ در ناحیه سنت موار، پواتیه، فرانسه به دنیا آمد. بعدها اسم خود را به میشل فوکو تغییر داد. او صاحب کرسی «تاریخ نظام‌های فکری» در کالج دو فرانس بود و در دانشگاه ایالتی نیویورک در بوفالو و دانشگاه کالیفرنیا، برکلی تدریس کرد.
به خاطر نظریات عمیق و دیدگاه انقلابی دربارهٔ جامعه
سرشناسترین متفکران قرن بیستم محسوب می‌شود. همچنین فوکو جزو رهبران نظری پساساختارگرایی محسوب می‌شود.

## دیدگاه‌ها
- شهرت فوکو در آن است که او نخستین کسی است که از فرضیهٔ روشنگری دربارهٔ عینی بودن شناخت خلع ید کرده‌است. فوکو عنوان کرد که زبان، حقیقت جهان را بیان نمی‌کند بلکه بازتابی از تجربهٔ شخصی فرد است.[۵]
- او در مطالعات انسان‌شناختی خود مطرح می‌کند که میان استفاده از زبان و قدرت، نوعی همبستگی وجود دارد، به گونه‌ای که زبان برای قدرتمندان و صاحبان امتیاز جنبهٔ ابزاری دارد و در حفظ و حمایت از پایگاه اجتماعی-سیاسی آن‌ها عمل می‌کند.[۶]
- نزد فوکو، وظیفهٔ هرمنوتیک خلع از قدرت نهفته در ورای متنی است که می‌خوانیم. در نتیجه، او نسبت به مطبوعات و اسناد تاریخی از آن دست که عرضه می‌شوند، چنین نظر دارد که همه ذهنی و تحریف شده‌اند و در واقع جهان بینی نویسنده و خواننده را بازتاب می‌کنند. رخدادهای تاریخی ای که ما ضبط می‌کنیم، آن‌هایی است که در واقع با میل ما به قدرت تناسب دارند.[۷]
- برخی فوکو را یک «نوساختارگرا» می‌دانند اما اغلب او را اندیشمندی «پساساختارگرا» تلقی می‌کنند.[۸]
- او موضع آلتوسر را به غایی‌ترین نتایج ممکن می‌رساند و مانند او مفهوم حقیقت را به مثابه انطباق یا تناظر بین ایده‌ها و چیزها رد می‌کند.[۹]

## مسئلهٔ قدرت
فوکو فرزند زمانه‌ای پرآشوب بود. دهه‌های شصت و هفتاد در فرانسه، همه جا پر از تظاهرات و اعتصاب‌ها و شورش‌های دانشجویی، در مقابل اقتدار سیاسی بود. ذهنیت مردم چنان تغییر پیدا کرده بود که در همه چیز حتی در این که چه کسی وظایف درون خانه را به عهده داشته باشد و چه کسی وظایف بیرون خانه نشانی از قدرت سیاسی می‌یافتند؛ و تمام فعالیت‌های فوکو نیز بر همین محور بود که چگونه ساختار قدرت تمام بخش‌های زندگی اجتماعی را کنترل می‌کند.
در نظریات مارکسیست‌هایی همچون لویی آلتوسر، قدرت چیزی در تملک طبقات بالاست که به واسطه آن طبقات پایین را سرکوب می‌کنند. اما فوکو با تغییر دادن این دیدگاه، قدرت را جاری در تمام جامعه و در تمام امور روزمره و روابط افراد می‌داند.
غالباً تصور می‌کنند که قدرت چیزی نیست جز توانایی عاملانی قدرتمند، در اعمال اراده خویش بر مردمی بی قدرت، و واداشتن آن‌ها به کاری که خود نمی‌خواهند. فوکو به نقد این نگرش می‌پردازد، و می‌گوید قدرت بیشتر چیزی شبیه به «راهبرد» است، شکل انجام کارهاست، نه چیزی که می‌توان به چنگش آورد. نظامی از روابط است که در سرتاسر جامعه، خانواده و اداره و مدرسه و روابط زن و مرد، گسترده‌است و روابط افراد را تعریف می‌کند، نه این که صرفاً در نهادهای خاصی مانند دولت و پلیس جای گرفته باشد و تنها نقش سرکوبگر داشته باشد.
با این تحلیل، برخلاف مارکسیست‌ها که می‌گفتند باید با انقلاب قدرت را از طبقه بالا گرفت و جامعه‌ای آزاد ساخت، فوکو معتقد بود: انقلاب به معنای آزادی از قدرت سرکوبگر نیست، بلکه نوعی متفاوت از تنظیم همان روابط قدرت است. قدرت مجموعه ای از تقابل‌های دو سویه نیست، بلکه شبکه ای پویا از منازعات است؛ بنابراین روابط مربوط به قدرت بیش از آنکه مربوط به سلطه یک گروه بر گروه دیگر باشند، چرخشی اند.
در نتیجه فوکو می‌گفت: شکل‌های مختلف مبارزات اقتدارستیزانه (مخالفت با سلطه مردان بر زنان، مخالفت با سلطه زمامداران بر مردم، و…) تنها حمله به این یا آن نهاد قدرت، یا گروه، یا طبقه است. اما هنگامی که طبقه غالب سقوط کرد و شورشگران قدرت یافتند، باز همان شیوه‌های طبقه سقوط کرده را ادامه خواهند داد.
در نتیجهٔ این مبارزات به باور فوکو، مانع تحلیل درستی از نیروهای وسیع‌تر قدرت می‌شود. آنچه باید با آن مبارزه شود، افراد و گروه‌ها نیستند، بلکه روش‌ها و شکل‌های قدرت است.
فوکو در مراقبت و تنبیه و کتاب‌های دیگر، بحث می‌کند که در جوامع کنونی هر چند مثل گذشته مجازات‌های وحشیانه بدنی بر مجرمان اعمال نمی‌شود، اما شکل دیگری از نظارت جای این مجازات‌ها را گرفته‌است. او به طرح زندان سراسربین جرمی بنتام اشاره می‌کند که در آن زندان‌ها به صورت حلقه‌ای به دور یک برج مراقبت مرکزی ساخته می‌شوند و نگهبان از برج مراقبت می‌تواند تک‌تک سلول‌ها را زیر نظر بگیرد. این طرح که جایگزین زندان‌های تاریک و پوشیده و دخمه‌مانند قدیم شده، نشان دهندهٔ تغییر بزرگی در ساختار قدرت است: استفاده از حس نظارت و دیده‌شدن، حتی اگر در واقع کسی نباشد که ببیند، برای آن که افراد (زندانی‌ها، دانش‌آموزان، کارگران، خریداران فروشگاه) انضباطی درونی داشته باشند و خود عامل اعمال قدرت بر خود و سرکوب خود باشند.
فوکو می‌گوید: این شکل جدید اعمال قدرت (اعمال قدرت و سرکوبگری درونی توسط خود افراد) علت اصلی آن است که نظام‌های سلطنتی (که عامل قدرت و سرکوبگری بیرونی و در هیئت پادشاه متبلور بود) کم‌کم برچیده شدند.
فوکو می‌گوید که هر رابطهٔ اجتماعی، یک رابطهٔ قدرت است. اما، او یادآور می‌شود که هر رابطهٔ قدرت، الزاماً به سلطه ختم نمی‌شود. از نظر او، قدرت در اجتماع مدرن، نظامی از روابط مبتنی بر دانش (شبکهٔ دانش-قدرت) است که فرد را در درون خود جا می‌دهد. به این معنا که فرد، هم‌زمان که شناخته می‌شود (در دفاتر خارجی ثبت می‌شود یا از درون خود را مطابق هنجارها و دانش تحمیل شده از سوی اجتماع می‌فهمد و طبقه‌بندی می‌کند) یا تحت نظام دانش‌هایی چون پزشکی، روان‌شناسی یا آموزش قرار می‌گیرد، مرئی می‌شود و به این ترتیب، تحت سیطرهٔ قدرت قرار می‌گیرد (مراقبت و تنبیه، ۱۳۷۸). قدرت، بدن افراد را نیز از طریق آموزش و نظم دادن به محیط زندگی تحت تأثیر قرار می‌دهد و به همین دلیل می‌توان از زیست-قدرت یا زیست-سیاستی حرف زد که می‌خواهد بر بدن اعمال شده و آن را در نظم مورد نظر خود سازمان دهد (منبع پیشین و تاریخ جنسیت، ۱۳۸۴). اما، فوکو در نهایت می‌گوید که قصد اصلی او، بررسی قدرت نبوده و می‌خواسته مسئلهٔ سوژه را بررسی کند؛ یعنی چگونگی شکل‌گیری فرد به عنوان کسی که می‌شناسد و البته، به نظر فوکو هم‌زمان خود را تحت انقیاد قرار می‌دهد 

## فوکو و انقلاب ایران
فوکو دوبار، از ۲۵ شهریور تا ۲ مهر ۱۳۵۷ و از ۱۸ تا ۲۴ آبان ۱۳۵۷ به ایران سفر کرد و در این سفرها، در تهران و قم و آبادان، با برخی از رهبران ملی و دینی و گروه‌های مختلفی که در انقلاب دست داشتند ملاقات کرد. حاصل این سفرها مجموعه گزارش‌ها و مقالاتی شد که فوکو برای روزنامه ایتالیایی کوریره دلا سرا نوشت. این مقالات با عنوان «ایرانی‌ها چه رؤیایی در سر دارند» در ایران ترجمه شده‌است. همچنین مصاحبهٔ او دربارهٔ انقلاب ایران نیز با عنوان «ایران روح یک جهان بی‌روح» ترجمه شده‌است. فوکو در این مقاله‌ها و مصاحبه‌ها نگاهی ستایش‌آمیز به انقلاب ایران و رهبری آن خمینی داشته که باعث شد رسانه‌های فرانسه شدیداً از او انتقاد کنند. رنه بیتون دربارهٔ او می‌گوید: «شاید فوکو به دلیل اشتباهاتش در جوانی در حزب کمونیست بخشیده شود، اما او هرگز برای حمایت آشکارش از رژیم خمینی در ایران، حمایت از رابطه جنسی با کودکان و حمایت ضمنی از تجاوز جنسی بخشیده نشده و نخواهد شد.»

## کتاب‌شناسی

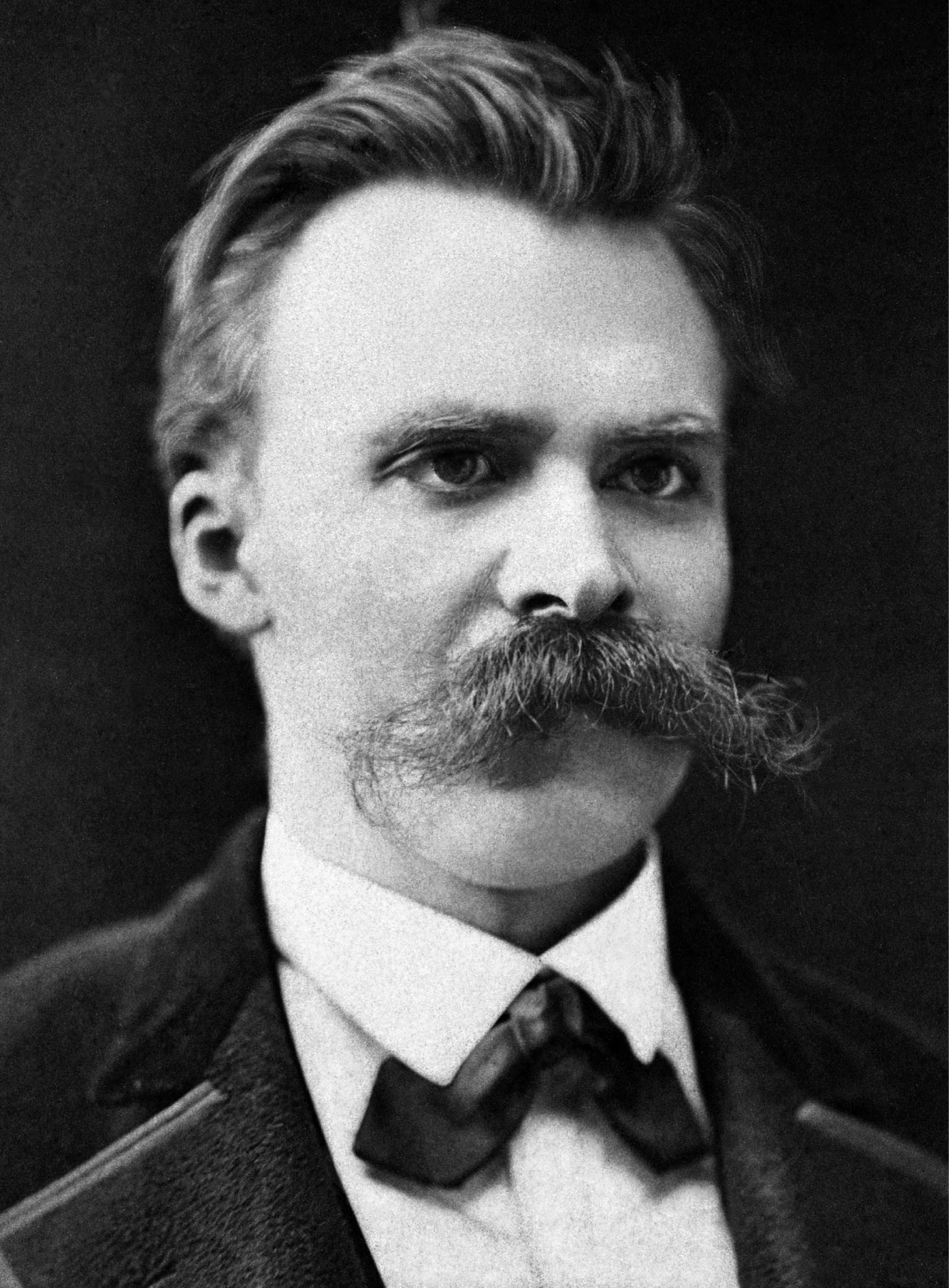
در اوایل دهه ۱۹۵۰، فوکو تحت تأثیر فیلسوف آلمانی فریدریش نیچه قرار گرفت که تأثیر عمیقی روی نحوه تفکرش در تمام زندگی‌اش داشت.

## زندگی شخصی
فوکو که در یک خانواده متمول به دنیا آمده بود سال‌های جوانی متلاطمی داشت که بخشی از آن را در آسایشگاه روانی گذراند. در آنجا او با لوئی آلتوسر آشنا شد و آلتوسر او را تشویق کرد که مارکسیست شود. فوکو شخصیتی متناقض و پیچیده داشت و به همین دلیل دیدیه اریبون که اولین زندگی‌نامه‌نویس او بود، گفته‌است که پشت هر کدام از ماسک‌های فوکو، باید منتظر فوکوی متفاوتی بود. فوکو آشکارا همجنس‌گرا بود و مهم‌ترین شریک جنسی او دانیل دفر نام داشت. از سال ۲۰۲۰ در مورد تمایل جنسی او به کودکان ادعاهایی مطرح شده‌است. مشخصاً نویسنده‌ای به نام گای سورمان در مورد زمانی که فوکو در تونس بوده و برای برقراری روابط جنسی با کودکان بر روی سنگ قبر در گورستان پول پرداخته، در روزنامه فرانس-آمریک مطالبی گفته‌است. در کتاب فیلسوفان بدکردار ادعا شده‌است فوکو که بر اثر بیماری ایدز درگذشت؛ در حالی که پیش از مرگ ده‌ها نفر را به ایدز مبتلا کرده بود.

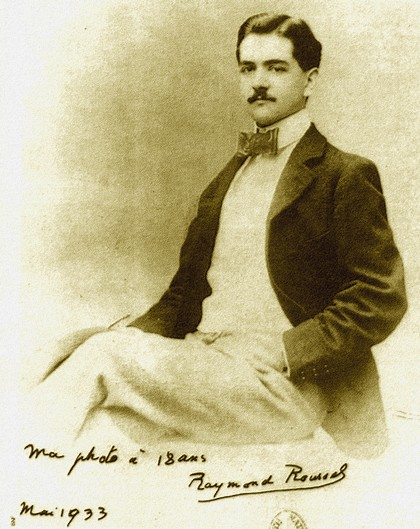
فوکو کار ریموند راسل را تحسین کرده و مطالعات ادبی‌اش را با کتاب‌های او پیش می‌برد.

## سال‌شمار زندگی
- ۱۹۴۲: مطالعات رسمی او در فلسفه آغاز می‌شود.
- ۱۹۴۵: به پاریس آمد و نزد ژان ایپولیت به تحصیل پرداخت.
- ۱۹۴۶: وارد آموزشگاه آکادمیک اکول نورمال سوپریور شد.
- ۱۹۴۸: سعی کرد تا با قرص خودکشی کند.
- ۱۹۵۰: به پیشنهاد لوئی آلتوسر به حزب کمونیست فرانسه پیوست.
- ۱۹۵۱: خود را به افسردگی زد تا از خدمت نظام وظیفه معاف شود.
- ۱۹۵۲: به دانشگاه لیل رفت تا به مقام دستیاری برسد.
- ۱۹۵۳:روانشناسی از ۱۸۵۰ تا ۱۹۵۰ منعکس‌کننده تلاش‌های او در جهت آن بود که این رشته را به جایگاه علمی و با موضوع موجودیت انسانی برساند.
- ۱۹۵۴: کتاب بیماری روانی و روانپزشکی را به عنوان تلاشی برای رد روش‌های گوناگون منتشر کرد.
- ۱۹۵۵: از وی دعوت شد تا به دانشکده مطالعات رومی در دانشگاه اوپسالا بپیوندد. درسی در مورد درک عشق در ادبیات فرانسه از مارکی دوساد تا ژان ژنه ارائه داد.
- ۱۹۵۸: به همراه مأموری از وزارت آموزش برای بازدید از کراکو همسفر شد. روزی آن خانم غفلتاً وارد اتاق فوکو و او را مشغول عیش و عشرت غافلگیر کرد. در این دوران همجنس‌گرایی وی تقریباً علنی شده بود و در میان معاشرانش مردان زن‌نما هم پیدا می‌شدند.
- ۱۹۶۱: پدر او مُرد. فوکو در بایگانی‌های پاریس سرگرم تکمیل پژوهش خود دربارهٔ تاریخ جنون بود.
- ۱۹۶۲: کتاب تاریخ جنون را منتشر کرد.
- ۱۹۶۳: تولد درمانگاه: دیرینه‌شناسی ادراک پزشکی را منتشر کرد.
- ۱۹۶۵: نظم اشیاء: دیرینه‌شناسی علوم انسانی را در این سال نوشت.
- ۱۹۶۶: در دانشگاه تونس در مراکش منصبی به او محول شد.
- ۱۹۶۷: به پاریس رفت تا دربارهٔ فضا برای معماران سخنرانی کند.
- ۱۹۶۹: دیرینه‌شناسی دانش را منتشر کرد.
- ۱۹۷۰: پس از مرگ ژان ایپولیت به استادی تاریخ نظام‌های اندیشه در کولژ دو فرانس رسید.
- ۱۹۷۱: در یک برنامه تلویزیونی در آمستردام با نوام چامسکی بر سر مسئله قدرت و عدالت مدرن به بحث پرداخت. در همین سال وی در بنیان‌گذاری «گروه اطلاعات دربارهٔ زندانها» (GIP) که گروهی اجتماعی برای رسیدگی به وضع زندانیان بود، شرکت کرد.
- ۱۹۷۲: در درگیری‌های دانشجویان به همراه فرانسوا موریاک دستگیر شد. در طی سال‌های ۱۹۷۲ و ۱۹۷۳ سخنرانی‌های وی در فرانسه و برزیل شامل بررسی جامعهٔ جزایی و قدرت قضایی بود. این پژوهش در سال ۱۹۷۵ به انتشار کتاب مراقبت و تنبیه: زایش زندان انجامید.
- ۱۹۷۵–۱۹۷۷: به همراه ایو مونتان و چند تن دیگر برای نجات جان شورشیانی که در معرض خطر اعدام به دست رژیم فرانکو بودند به مادرید رفت اما از گفتگوی او با مطبوعات جلوگیری شد. در همین سال نخستین جلد از کتاب خودآگاهی فرد به عنوان سوژه جنسیت تحت عنوان تاریخ جنسیت:یک مقدمه را منتشر کرد. به دانشگاه برکلی دعوت شد.
- ۱۹۷۷: ژان بودریار مقاله‌ای به عنوان فوکو را فراموش کن نوشت.
- ۱۹۷۸: فوکو در توکیو دربارهٔ قدرت و فلسفه به سخنرانی پرداخت.
- ۱۹۷۹: فوکو در ایالات متحده جایگاهی اسطوره‌ای یافته بود. او به عنوان استاد مدعو در دانشگاه برکلی در سال‌های آخر دربارهٔ حقیقت و سوبژکتویته سخنرانی می‌کرد. مجله تایم به بحث دربارهٔ فوکو پرداخت.
- ۱۹۸۳:در برکلی به سخنرانی دربارهٔ چیستی روشنگری پرداخت. یورگن هابرماس در سخنرانی خود دربارهٔ «گفتمان مدرنیته» فوکو را مورد حمله قرار داد. جلد دوم تاریخ جنسیت با عنوان فرعی کاربرد لذت منتشر شد. در دوم ژوئن ۱۹۸۳ فوکو در خانه حالش به هم خورده و به کلینیک سن میشل و در ۹ ژوئن از آنجا به سالپتیریر برده شد. در ۲۴ ژوئن تب فوکو شدت گرفت و در ساعت ۱:۱۵ بعد از ظهر درگذشت. پزشکان علت مرگ وی را عفونت مغزی به دلیل آثار بیماری نقص اکتسابی سیستم ایمنی بدن (یا ایدز) اعلام نمودند.

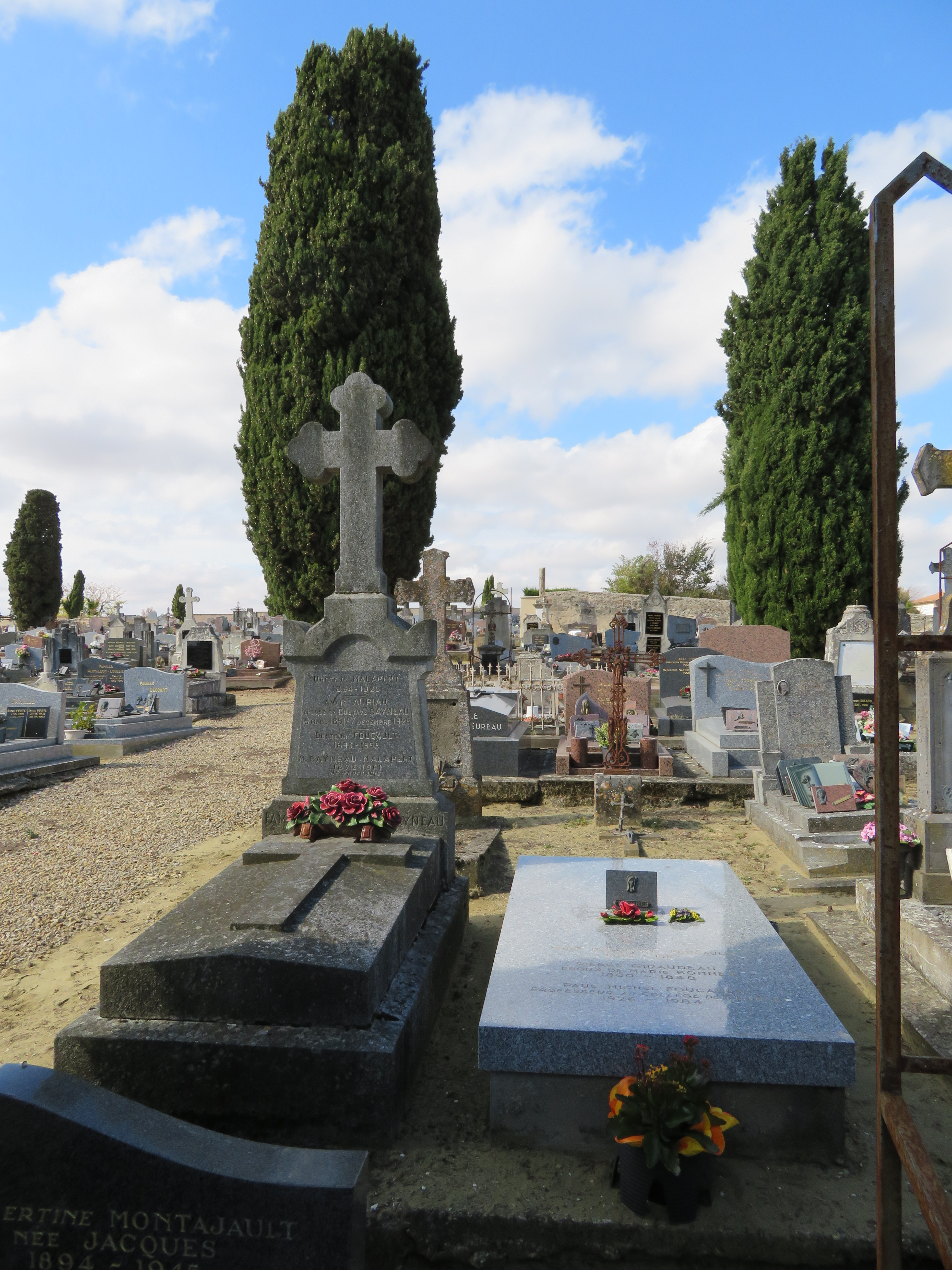
آرامگاه میشل فوکو و مادرش سمت راست و پدرش سمت چپ